# Cosa sarà di noi?
Cosa sarà di noi? è un singolo del cantautore italiano Leo Gassmann, pubblicato il 22 marzo 2019 come primo estratto dal primo album in studio Strike.

## Video musicale
In concomitanza con il lancio del singolo, è uscito il videoclip sul canale YouTube del cantante.
Il filmato è stato prodotto e diretto da Riccardo Cesarettie e vede protagonista anche la bella attrice Alessia Debandi.

## Tracce
1. Cosa sarà di noi? – 3:19